# بوریگارد
بوریگارد (انگلیسی: Borregaard) شرکت صنایع شیمیایی نروژی است، که در سال ۱۹۱۸ تأسیس شد.